# My Finale
«My Finale» (en español: «Mi final») es el decimoctavo episodio de la octava temporada de la serie de televisión estadounidense Scrubs. Es el último episodio de la temporada y fue emitido el 6 de mayo de 2009 por la cadena ABC.
Estaba destinado a ser el final de la serie durante la producción e incluso fue anunciado como tal ya que en el momento de la emisión, se desconocía si este sería el final de la serie o el final de la temporada. Finalmente, el programa terminó regresando para una novena temporada. Dado que el programa sufrió muchos cambios para su última temporada, este es el último episodio en el que todo el elenco principal aparece como regular de la serie.

## Introducción
"J.D." planea cambiar de aires, todo para estar cerca de su hijo Sam, por lo que decide buscar empleo en otro hospital y abandonar el Sacred Heart, llevándolo a recordar todos los buenos momentos vividos en sus 8 años en el mismo.

## Argumento
El episodio parte con Dorian en la cama con Elliot recordando parte de sus buenos momentos en el Sacred Heart, tras llegar su último día en este. J.D. se empieza a dar cuenta que de a poco Elliot se está mudando a su nueva casa.
En la cafetería del hospital Kelso confiesa que extraña su antigua vida como médico tras su retiro, informándole a Carla y Ted que vuelve a su antigua profesión trabajando a tiempo parcial en otros hospitales. Ted se alegra de no verle más la cara a su antiguo jefe.
A la llegada al hospital, Turk recibe a J.D. con mucha euforia ante su último día, y con un lienzo gigante a la entrada del mismo con la frase "GOODBYE J.D.". Luego de un "giro del águila" de parte de Turk, Dorian tranquiliza a su amigo diciéndole que su nueva casa y trabajo están muy cerca del Sacred Heart, y su amistad no se romperá.
Al encontrarse con el dr. Cox, J.D. le entrega un significativo libro, donde tiene anotado todos los sermones de sarcasmos que Cox le dio a él alguna vez, con un nivel de escala de sufrimiento de 1 a 5, donde el 5 ha hecho llorar a J.D.
Dorian recibe a su último paciente, una anciana de muy mal genio. Tras una conversación con su hijo Dan, Dorian se encuentra con el conserje, que -luego de contarle una extraña historia a J.D.- le muestra un collar con el centavo que ocasionó el primer conflicto entre ambos, solo para hacer confesar a Dorian que él fue el que lo colocó en la puerta, sin muchas consecuencias. Dorian frente a sus internos les confiesa que es su último día, no recibiendo respuesta alguna. Cox lo evade.
J.D. recibe el resultado de los análisis de su paciente, la cual posee la enfermedad de Huntington, una enfermedad degenerativa del cerebro sin cura. Luego de conversar con Dan (el hijo de esta), le recomienda que se haga un examen, ya que es hereditaria y tiene el 50% de portarla. Tras olvidar el nombre y la enfermedad de otro de sus pacientes, el afectado le pide el cambio de doctor a Dorian.
Disgustado por el Huntington, por la indiferencia de Cox y por el rechazo de su otro paciente, Dorian sale a tomar aire con Elliot confesándole con recelo el hecho de que solo a ella y a Turk le importa su partida del hospital. Por las ventanas del hospital se escucha gritos de despedida, situación que alegra a Dorian, solo hasta darse cuenta de que los gritos eran para Kelso que, con su mesa favorita de la cafetería, abandona el hospital en su lujoso auto, no sin antes desearle a J.D. una gran vida y mucha suerte. Elliot le aconseja a Dorian que si quiere sentir una despedida, solamente la pida. Es así como se dirige a Cox, pero este (sabiendo lo que le va a pedir) le deja en claro que si quería algo especial, no lo va a tener, ya que él nunca ha sido así, ni nunca lo será, diciéndole que para él, solo es un día normal. J.D. le aconseja que si va a escribir eso en el libro que le había regalado, que lo catalogue con un 5. Cox le dice que eso es justo.
El hijo de la paciente con Huntington se niega a hacerse el examen, lo que es motivo de conversación entre J.D. y Carla. Luego, recuerdan buenos momentos, el origen del apodo Bambi ("alguien tenía que enseñarte a caminar"); Dorian le agradece por ser como una profesora para él cuando llegó como interno al Sacred Heart. Ambos, con una tristeza evidente, se confiesan que se echarán de menos.
Intentando una vez más de conseguir que J.D. confiese que puso el centavo en la puerta, el conserje le paga a la interna Denise para que haga una actuación poco creíble sobre aquel incidente. Dorian finalmente confiesa (solo para que lo deje en paz) al conserje que él tuvo la culpa, pero que en realidad había sido un accidente y no lo había admitido cuando se lo preguntó la primera vez porque no creía que le creería e, irónicamente, no quería que el conserje lo odiara tan pronto. El conserje le dice a Dorian que él había visto cuando a J.D. se le cayó el centavo, y que todo lo que había hecho después había sido una prueba de personalidad, que J.D. falló y perdió lo que pudo ser una gran amistad. Cuando se retira, Dorian le dice que aún es tiempo, pero el conserje solo atina a amagar y a seguir su camino.
En la cafetería, por el hecho de haberse acostado juntos (y para desarrollar su lado emocional con sus hijos), Jordan se despide de Dorian y le dice que se cuide. Luego de escena tan cursi, Jordan necesita ser desagradable con alguien, y Ted es el objetivo, aunque Ted acepta de buena gana porque "se ve que lo necesita".
J.D. ve a un malhumorado Cox enseñándole cosas a la interna Sunny, lo que le hizo reflexionar que a pesar de que Cox sea gruñón e insensible, siempre fue un gran mentor para él. J.D. le agradece por todo, pero Perry nuevamente lo esquiva. Turk y Elliot se disculpan con Dorian por despedirse tempranamente y por irse a mudar con él sin mencionarlo. J.D. se alegra del actuar de ambos y les confiesa que no está enojado. La verdadera razón de lo que conmueve a Dorian es lo que le deparará el futuro.
Tras conversar con Dan, Dorian descubre que a veces es mucho mejor no pensar en el futuro, ya que así se sigue siendo dueño de sí mismo y de su destino.
Al acabar el turno de Dorian, el conserje finalmente se despide de él confesándole que está encantado de conocerlo. Dorian finalmente le pregunta cual es su nombre, a lo que este le contesta que es Glen Matthews, y que nunca lo había confesado porque la verdad es que nunca se lo habían preguntado, agregando el hecho de que a nadie le interesa el nombre de un conserje. Aunque luego de despedirse, un trabajador saluda al conserje llamándolo "Tommy", guiñando este una leve risa.
Finalmente Dorian se despide con un frío "buenas noches" a Cox, el cual le responde de la misma manera. La interna Sunny (que estaba con Cox) le comenta que por fin Dorian se había ido, que era un buen doctor, pero nada especial. Cox se sincera con Sunny, diciéndole que J.D. fue el mejor doctor que llegó al hospital, que ha sido el único que ha conocido que se preocupa de sus pacientes tanto como él, y que no solo era un médico excepcional, sino que también lo era como persona, lo consideraba realmente como su amigo. Esto fue escuchado por J.D. que se coludió con Sunny para que dijera eso. Emocionado por las palabras de Cox, Dorian se despide de él con un abrazo, ante la negativa y el arrepentimiento de este. Cox le recuerda a Sunny que ella todavía se queda en el hospital, ante el nerviosismo de ella.
Mientras sale del hospital, J.D. recuerda con emotividad todo lo que vivió en sus 8 años en el Sacred Heart, como su familia, compañeros de trabajo, antiguas novias y pacientes que ya habían abandonado este mundo. Ve cómo por un pasillo se despiden de él todas las personas que, como él describe, entraron en su vida y que llegaron a él como una "ola de experiencias".
Al salir del hospital, Dorian repasa en su imaginación las posibilidades de su futuro, que ya no parecía tan aterrador gracias a la conversación con Dan. Una posible boda con Elliot y un embarazo, el posible futuro noviazgo y compromiso de su hijo Sam con Izzy, la hija de Turk (incluso se imagina desmayándose varias veces en la escena debido a la emoción), y escenas de alegría entre sus seres cercanos, incluyendo un cálido abrazo con su mentor, el Dr. Cox en Navidad. Dorian piensa que tal vez, solo por esa vez, sus fantasías realmente podrían hacerse realidad.
Al salir del hospital, vemos como un conserje (cameo de Bill Lawrence) retira el lienzo que Turk le había hecho a J.D. por su adiós. Este se despide de él a lo que camina a su auto para desaparecer a lo lejos.

## Producción
- Bill Lawrence, realiza un pequeño cameo como conserje, dándole el último adiós a J.D. del hospital.
- El doctor del hospital que despide a Dorian con un "adiós", es Jonathan Doris, hombre en el cual fue basado John Dorian. Incluso en su tarjeta médica aparece la foto de J.D.
- Masi Oka (el técnico de laboratorio) de Héroes y Sarah Lancaster (la chica de la tienda de regalos) de Chuck iban a aparecer en el final de la serie, como muchos otros personajes que actuaron en la misma, pero la NBC les negó el permiso a hacerlo.[1]

### Elenco
Cerca de 50 personajes aparecidos a lo largo de toda la serie se incluyeron para el último episodio.
- Zach Braff - "J.D."
- Sarah Chalke - Elliot
- Donald Faison - Turk
- Judy Reyes - Carla
- John C. McGinley - Perry Cox
- Ken Jenkins - Bob Kelso
- Neil Flynn - El conserje

- Sam Lloyd - Ted
- Robert Maschio - Todd
- Aloma Wright - Laverne
- Christa Miller - Jordan Sullivan
- Brendan Fraser - Ben Sullivan
- Tom Cavanagh - Dan Dorian
- Amy Smart - Jamie Moyer
- Elizabeth Bogush - Alex Hanson
- Nicole Sullivan - Jill Tracy
- Michael Learned - Patricia Wilk
- Aaron Ikeda - Rex
- Bellamy Young - Dr. Grace Miller
- Kate Micucci - Stephanie Gooch
- Shaughn Buchholz - Jason Cabbagio
- Stephanie D'Abruzzo - Pattie Miller
- Michael McDonald - Mike Davis
- Colin Hay - Colin Hay
- Charles Chun - Dr. Phillip Wen
- Mike Schwartz - Lloyd
- Kit Pongetti - Ladinia
- Travis Schuldt - Keith
- Frank Cameron - Dr. Walter Mickhead
- Robert E. Beckwith - Dr. Johnson
- Jill Tracy - Elaine
- Meredith Roberts - Kathy (interna)
- Joe Rose - Troy
- Martin Klebba - Randall Winston
- Lindsay Ravange - Debbie
- Tyler Poelle - Boon
- Katie O'Rourke - Patty
- Randall Winston - Leonard
- Christina Miles - Gloria
- Bob Clendenin - Dr. Zeltzer
- Jay Kenneth Johnson - Dr. Matthews
- Deonte Gordon - Mark
- Kathryn Joosten - Mrs. Tanner
- Geoff Stevenson - Dr. Seymour ("cara de barba")
- Taran Killam - Jimmy
- Bob Bencomo - Dr. Coleman
- Michael Hobert - Lonnie
- Aseem Batra - Josephine
- Manley Henry - Ronald (el interno "Snoop Dogg")
- Matt Winston - Dr. Jeffrey Steadman
- Phill Lewis - Hooch
- Eliza Coupe - Denise Mahoney
- Sonal Shah - Sonja 'Sunny' Day
- Bill Lawrence - conserje

### Música
- "Snow ((Hey Oh))" de Red Hot Chili Peppers.
- "Book of Love" de The Magnetic Fields, interpretado por Peter Gabriel.
- "Superman" por Lazlo Bane (instrumental acústico).